# Anderson Massif
Anderson Massif är en bergskedja i Antarktis. Den ligger i Västantarktis. Chile gör anspråk på området.
Anderson Massif sträcker sig 17,0 kilometer i sydostlig-nordvästlig riktning. Den högsta toppen är Rullman Peak, 1 910 meter över havet.
Topografiskt ingår följande toppar i Anderson Massif:
- Huggler Peak
- Rullman Peak